# Sammy Clingan
Pour les articles homonymes, voir Clingan.
Samuel Clingan, né le 13 janvier 1984 à Belfast, est un footballeur international nord-irlandais qui évolue au poste de milieu de terrain.

## Biographie

### En club
Le 24 juillet 2009, Clingan signe à Coventry City. Il est nommé capitaine en juin 2011.
Le 26 octobre 2012, il signe en faveur des Doncaster Rovers.
Le 14 juillet 2016, il rejoint Linfield.

### En sélection
Sammy Clingan joue pour l'équipe d'Irlande du Nord depuis 2006 et a connu les sélections nationales en moins de 17 ans, moins de 19 ans et espoirs.

## Palmarès
- Linfield FC:
  - Championnat d'Irlande du Nord: Champion en 2017
- Doncaster Rovers:
  - League One: Champion en 2013[4],[5]